# Immacolata col Padre Eterno in gloria e i santi Anselmo, Agostino e Stefano
L'Immacolata col Padre Eterno in gloria e i santi Anselmo, Agostino e Stefano è un dipinto a tempera su tavola (450x250 cm) di Marco Palmezzano, databile al 1510 e conservata nella cappella Ferri dell'Abbazia di San Mercuriale di Forlì.

## Descrizione e stile
La pala d'altare è composta da una grande tavola centrale, una lunetta col Cristo risorto, affiancata da due piccoli tondi con profeti, e una predella.
La tavola principale mostra immersi in un paesaggio: a sinistra, di tre quarti, i vescovi, Agostino e Anselmo d'Aosta, che una tradizione popolare voleva invece identificare nei santi Mercuriale e Ruffillo protovescovi, rispettivamente di Forlì e di Forlimpopoli; sulla destra, di profilo la Madonna e, ancora di tre quarti, santo Stefano.
Maria si rivolge in preghiera all'apparizione dell'Eterno, in alto a sinistra, circondato da uno stormo di cherubini. Al centro, in basso, si trova un altro angioletto, con cartiglio, che si rivolge a Maria poco sopra un libro delle sacre Scritture aperto.
Nello sfondo, il paesaggio ha al centro la città di Gerusalemme, raffigurata però come Forlì, con le sue caratteristiche tre torri: quella del Duomo, quella del Comune e quella di San Mercuriale. A destra emergono due speroni di roccia sormontati da due alberi che richiamano l'Antico testamento: un cipresso e un cedro, che dovrebbe rappresentare un Cedro del Libano, albero però sconosciuto all'epoca in Europa. Del resto, per i suoi destinatari era più evocativo un cedro con gli agrumi in evidenza, visto che, in occasione della festa (il 1º maggio) di un santo molto amato dai forlivesi, san Pellegrino Laziosi, si tiene, da tempo immemorabile, una sagra dei cedri.
Accanto al cipresso, si notano una simbolica nube dorata ed uno stormo di uccelli, in disposizione simile a quella che hanno nel dipinto Crocifissione e santi, realizzato tra il 1500 e il 1510 e conservato nella Galleria degli Uffizi di Firenze.